# Maltoza
Maltoza (cukier słodowy), C12H22O11 – organiczny związek chemiczny z grupy węglowodanów, disacharyd zbudowany z dwóch reszt D-glukozy połączonych wiązaniem α-1,4-O-glikozydowym. Jest cukrem redukującym. Tworzy dwa anomery, α i β, które w roztworach wodnych ulegają mutarotacji. Otrzymywana jest na drodze hydrolizy skrobi. Jest wykorzystywana jako środek słodzący oraz jako składnik pożywek dla bakterii.

## Historia
Maltozę odkrył Augustin-Pierre Dubrunfaut, choć odkrycie to nie zostało powszechnie zaakceptowane, dopóki nie potwierdził go w 1872 roku irlandzki chemik i piwowar Cornelius O'Sullivan.  Nazwa maltozy pochodzi od słowa „malt”(słód), połączonego z przyrostkiem „-ose” używanym w nazwach cukrów.

## Źródła i wchłanianie
Maltoza jest składnikiem słodu, substancją otrzymywaną w wyniku zmiękczenia ziarna w wodzie i kiełkowania. Występuje również w bardzo zmiennych ilościach w częściowo hydrolizowanych produktach skrobiowych, takich jak maltodekstryna, syrop kukurydziany i skrobia rozcieńczona kwasem.
U ludzi maltoza jest rozkładana przez różne enzymy maltazy, dostarczając dwie cząsteczki glukozy, które mogą być dalej przetwarzane: albo rozkładane w celu dostarczenia energii, albo magazynowane jako glikogen. Brak enzymu sacharazy-izomaltazy u ludzi powoduje nietolerancję sacharozy, ale całkowita nietolerancja maltozy jest niezwykle rzadka, ponieważ istnieją cztery różne enzymy maltazy.